# Göta Lindberg
Göta Viktoria Lindberg, född Allard 12 maj 1903 i Själevads församling i Västernorrlands län, död 5 mars 1980 i S:t Matteus församling i Stockholm, var en svensk operasångare (mezzosopran).

## Biografi
Vid sidan av sångstudier för Ragnar Hultén genomgick hon musikkonservatoriet i Stockholm 1926–30 där hon avlade musiklärar- och kyrkosångarexamen, och var 1930–32 elev vid operaskolan. Hon anställdes vid Kungliga teatern 1932, där hon framförde ett flertal karaktärsroller, däribland Marcellina i Barberaren i Sevilla och Figaros bröllop, Musetta i Bohème, häxan i Hans och Greta, Larina i Eugen Onegin, Emerentia i Domedagsprofeterna, jordegumman i Kronbruden och flera operettroller.
Lindberg var dotter till predikanten Olof Allard och Teresia, ogift Nordström. Hon var från 1936 gift med operasångaren Gösta Lindberg (1891–1971). Makarna är begravda på Skogskyrkogården i Stockholm.

## Diskografi
- Den siste sångarfursten = The last singing despot. Caprice CAP 21586 (4 cd). 1998. – Innehåll: Figaros bröllop (Mozart). Allard som Marcellina. Inspelad 1937.